# Ärsojärvet
Ärsojärvet är varandra näraliggande sjöar i Gällivare kommun i Lappland som ingår i Kalixälvens huvudavrinningsområde.
- Ärsojärvet (Gällivare socken, Lappland, 749548-172693), sjö i Gällivare kommun, 67°27′57″N 21°07′06″Ö / 67.4657°N 21.1182°Ö (5,73 ha)
- Ärsojärvet (Gällivare socken, Lappland, 749559-172679), sjö i Gällivare kommun, 67°28′04″N 21°06′41″Ö / 67.4677°N 21.1114°Ö